# Thabana Ntlenyana
Thabana Ntlenyana (což v jazyce Sotho znamená „malá pěkná hora“) je nejvyšší hora státu Lesotho. Zároveň je nejvyšším bodem Dračích hor a celé jižní části Afriky. Její vrchol se nachází 3482 metrů nad mořem.

## Geografie
Hora leží v nejvýchodnější části státu na 29° 28′ jižní šířky a 29° 16′ východní délky. Je přístupná z průsmyku Sani Pass, kde je nejvýše položený hostinec celé Afriky, Sani Top Chalet.

## Výstup
Poprvé byl vrchol Thabana Ntlenyana zdolán v roce 1951. Výstup není lezecky náročný, ale komplikují ho extrémní výkyvy počasí.